# Tangipahoa (rivière)
Le bayou Tangipahoa est un cours d'eau des États-Unis, situé dans les États de la Louisiane et du Mississippi. 

## Géographie
Le bayou Tangipahoa prend sa source au Sud de l'État du Mississippi, dans le comté de Pike. Le bayou Tangipahoa s'écoule vers le Sud en direction de l'État de la Louisiane. Son cours est rapidement barré par la création d'un lac de barrage, le lac Tangipahoa situé à l'ouest de la ville de McComb dans l'État du Mississippi. Il pénètre ensuite dans l'État de la Louisiane. Il longe la ville de Kentwood, puis la localité de Tangipahoa et enfin le siège du paroisse de Tangipahoa, la ville d'Amite.
Après un parcours de 196 km de long, le bayou Tangipahoa se jette dans le lac Pontchartrain.

## Histoire
La rivière porte le nom de la tribu amérindienne des Tangipahoa qui vivait le long de cette vallée, lors de la colonisation française de l'Amérique et l'exploration du vaste territoire de la Louisiane française.